# フェルナンデス直行
フェルナンデス 直行（Naoyuki Fernandez、フェルナンデス ナオユキ、男性、1988年9月3日 - ）は、俳優。BLUE LABEL所属。

## 人物
- 血液型A型
- コロンビア共和国出身 （国籍：日本・スペイン）
- 身長：173cm
- 体重：65kg
- 靴のサイズ：27.5cm
- 髪の長さ：ショート
- 所属：BLUE LABEL
- 日本を拠点とし中国映画にも多数出演、国内外問わず幅広く活動。

## 作品

### 映画
- 2020.12.31  中国映画『唐人街探偵3』 東南アジア商会ギャング役
- 2020.05.27  八岐大蛇 準主演　腾讯视频 (英語: Tencent Video)
- 2019.10.24  致命狙杀 準主演佐藤役 IQIYI 配信映画
- 2019.06.28 新聞記者(藤井道人監督)
- 2019.02.17  『LAPSE』失敗人間ヒトシジュニア フェル役
- 2018.05.25  恋は雨上がりのように(永井聡監督)
- 2018.02.24  劇場版Infini-T Force ガッチャマンさらば友よ 破裏拳ポリマー/ 鎧武士 役
- 2017.08.09  High&Low the movie2 end of sky (久保茂昭監督/中茎強監督) 克成組員役
- 2017.04.29  帝一の國(永井聡監督)
- 2016.12.09  土竜の唄 香港狂騒曲(三池崇史監督)
- 2016.10.01  SCOOP (大根仁監督) 俳優役
- 2015.06.20  極道大戦争 (三池崇史監督)
- 2013.10.05  バトル・オブ・ヒロミくん！～The High School SAMURAI BOY～(竹内力監督) 桂浜もんど役

### テレビ
- 2025.07.04 TBS：「DOPE 麻薬取締部特捜課」 - 山田ニコラス 役
- 2024.10.05 - 12.14 NTV：「潜入兄妹 特殊詐欺特命捜査官」 - 櫛田塁 役[3]
- 2024.05.29 EX : 特捜9 season7 第9話 馬場幸成 役[4]
- 2023.10.20 - TBS：フェルマーの料理 ダビド・サロ・ペーニャ 役[5]
- 2023.02.10 CX : インフォーマ 第4話
- 2022.03.14 - 28 MX : おじさんが私の恋を応援しています（脳内） 流星キョウジ 役
- 2022.01.23 - 02.13 TBS : DCU〜手錠を持ったダイバー〜　ロドリゴ・サンチェス / デュアン・ロペス 役
- 2021.11.22 CX : アバランチ アルベルト・ガルシア役
- 2020.07.02 突破ファダビド・サロ・ペーニャイル 囚人役
- 2020.03.23 仮面ライダーゼロワン 第28話 【オレのラップが世界を変える】DJヒューマギア役
- 2018.11.29 TVCM 『日清謎肉丼』
- 2018.06.03 NHK : アイアングランマ 2 皇子アスランタラール役
- 2018.03.05 CX : 海月姫 ニヒラ役
- 2017.10.03 アニメ Infini-T Force 破裏拳ポリマー / 鎧武士役
- 2017.07.13 CX : セシルのもくろみ
- 2017.05.25 EX : 警視庁・捜査一課長 シーズン2 第6話
- 2017.02.25 NHK : 精霊の守り人 悲しき破壊神
- 2016.11.11 EX : 家政夫のミタゾノ 第1シーズン 第4話
- 2016.07.15 TX : 侠飯~おとこめし
- 2016.07.07 CX : 好きな人がいること
- 2015.10.12 CX : 5時から9時まで 私に恋したお坊さん

### オリジナルビデオ
- 2017.6.2  呪われた心霊動画XXX6 マーティン和夫役

### MV
- 2023.07.26  日向坂46 10thシングル『Am I ready?』収録 岸帆夏個人PV「What's UP!? KISHIHO!」[6]
- 2019.01.16  Newspeak - Maybe You're So Right, Gonna Get My Shotgun (Official Music Video)
- 2014.06.01  I Love You And Kiss Me / THE TEENAGE KISSERS
- 2014.02.01  Venus Hypnosis / THE TEENAGE KISSERS
- 2013.09.13  ALTERNATIVE MEDICINE「Forever」

### 舞台
- 2019.07.01  ギリシャ公演　耳なし芳一　(主演　芳一役) 小泉八雲生誕祭　ギリシャ日本修好120周年記念
- 2015.08.28  FREE(S)主催 Letter2015
- 2015.07.01  企画演劇集団ボクラ団義 アンソロジー この歌にねがゐをこめて
- 2015.05.07  山田ジャパン主催 大渋滞
- 2008.08.24  北九州市創立45周年企画野外劇 『紫•まれびとエビス紫川物語』 初主演

### その他
- 2013.03.13  WebCM CORONA music coaster
- 2017.09.08  Amazonプライムビデオ 『 FINAL LIFE -明日、君が消えても-』第2話(テロリスト役)
- 2020.09.07  ぱちんこ仮面ライダー轟音　仮面ライダー2号 / 力堂シュン役 京楽 パチンコ